# 安德鲁克里斯和狮子
《安德鲁克里斯和狮子》（英語：Androcles and the Lion）1952年上映于英国的古装片。

## 剧情
安德罗斯是一个信仰基督教的裁缝，身份是一个奴隶，他在罗马帝国受到宗教迫害，因此逃出了罗马帝国。他藏在森林里，日复一日，食物匮乏，他不得不忍饥挨饿，一日，一只狮子伸出爪子向他求助，他细心的发现狮子的爪子上嵌入了一个巨大的荆棘，他勇敢地帮助狮子拔出了荆棘，狮子的痛苦得以缓解。
不久后，安德罗斯被罗马帝国的士兵抓捕了起来，被囚禁在罗马竞技场。士兵将他放到竞技场上，要求他和狮子决斗，当他走到竞技场才知道面对的狮子是自己救助过的那只，并且和狮子拥抱在一起，相拥而舞，罗马君主和贵族都惊呆了，遂下令结束迫害基督徒，并且放走了安德罗斯和狮子。

## 演员
| 人物        | 人物          | 角色       | 角色       | 备注         |
| 中文名      | 英文名        | 角色中文名 | 角色英文名 | 备注         |
| ----------- | ------------- | ---------- | ---------- | ------------ |
| 简·西蒙斯   | Jean Simmons  | 拉维妮娅   | Lavinia    | 拉丁努斯之女 |
| 维克多·迈彻 | Victor Mature | 执政官     | Captain    |              |
| 艾伦·扬     | Alan Young    | 安德罗斯   | Androcles  |              |

## 軼事
1980年日本上映的《哆啦A夢：大雄的恐龍》有相似情節，反派恐龍獵人放出霸王龍，在可能被吃的千鈞一髮下，原來該霸王龍是吃過桃太郎飯團的霸王龍，因此在暴龍的協助下反敗為勝。